# Židovská komunita v Ústí nad Labem
Židovská komunita v Ústí nad Labem je společenství osob, které se hlásí k židovskému vyznání či národnosti v Ústí nad Labem. Zdejší komunita existuje od roku 1848 a zatímco na přelomu 19. a 20. století dosáhla svého největšího rozkvětu, zejména díky přítomnosti význačných rodin Weinmannů a Petschků které se ve velké míře zasloužily o rozvoj celého města. V současné době však má obec již jen několik desítek členů, její současnou předsedkyní obce je Anna Ťupková. Náboženská obec v Ústí nad Labem se snaží hlavně zabezpečit poklidné stáří svých členů. Členové obce se scházejí k pravidelným bohoslužbám, zejména při významných svátcích. Život v obci však upadá, z důvodu absence mladé generace. V roce 2000 měla zdejší obec 50 členů, přičemž jen 17 jich žilo v Ústí nad Labem. V polovině roku 2005 už bylo na obci registrováno pouze 38 členů. 
Pro zdejší komunitu měly takřka zničující dopad obě po sobě jdoucí diktatury. Část Židů z Ústí emigrovala před druhou světovou válkou, část odešla po odtržení Sudet do vnitrozemí. Náboženská nesnášenlivost však pokračovala i po válce, a i z toho důvodu mnoho ze zbývajících ústeckých Židů emigrovalo. Změny v náboženských svobodách nastaly po roce 1989. 

## Historie
Židé se na území města nacházeli pravděpodobně již v roce 1556, ale po následném vykázání se počátky židovského osídlení datují až k roku 1848. Před tímto datem nebylo prakticky možné, aby se Židé usazovali v královských městech. K nejbližším místům s význačnými židovskými komunitami, tak po několik století patřily Teplice, Sobědruhy a Roudnice nad Labem. Mnoho lidí však do Ústí dojíždělo za prací. 
Po roce 1848 se v Ústí usadilo asi 100 rodin, tito novousedlíci však čelili nevoli městských úředníků. I přesto v roce 1863 založili izraelitský spolek a provozovali modlitebnu v dnes již neexistujícím domě na rohu ulic Bílinské a Malé Hradební. Vedení náboženské obce se ujal Dr. Angelus Bauer z Teplic. Později byl založen také židovský hřbitov, který se však do dnešních dní nedochoval. První náboženská obec vznikla v roce 1870 a poté byla postavena synagoga.
Mezi lety 1900 a 1938 byl počet židovského obyvatelstva mírně nad celostátním průměrem. Ve 20. letech tu Židovská strana získala přibližně 1,7 % odevzdaných hlasů. V roce 1929 a 1935 přitom v ČSR získala tato strana dvě křesla v Národním shromáždění.
Rostoucí židovská populace měla stále větší tendence ke seskupování se. Díky tomu vznikl roku 1863 náboženský spolek, který měl modlitebnu v rohovém domě ulice Bílinské a Malé Hradební. Židovský hřbitov byl založen roku 1866 a ve stejný rok koupil nově vzniklý náboženský spolek budovu v ulici Malá Hradební pro stavbu budoucí synagogy. Zdejší židovská obec pak byla roku 1870 pověřena vedením matrik pro ústecký okres. V 2. polovině 30. let žilo na území ústecko-chabařovického okresu 1250 osob hlásící se k židovské náboženské obci. Židé byli činní v uhelném průmyslu a provozovali největší továrnu na baterie ve střední Evropě.

### Období holokaustu
První projevy rasové nesnášenlivosti se datují k roku 1936. O dva roky později pak v létě a na podzim většina ústeckých Židů město opustila. Patřily mezi ně například i rodiny zdejších bohatých průmyslníků (rodina Petschků a Weinmannů).
Poslední okamžiky člena rodiny Weinmannů, Franze Weinmanna, ve třídě ústeckého českého gymnasia zachytil ústecký rodák a jeho vrstevník:
| „              | Někdy v dubnu osmatřicátého se k nám do třídy vrátil Frantík Weinmann, vypravený a slepený jako rozbitý džbán. Jeho bratra Petra, toho vzácně prima kluka, se po podzimní tragické autohavárii zachránit nepodařilo. Když zamlklý a netečný Franta zasedl do své lavice a vedlejší sedátko jeho bratra zůstalo prázdné, bylo nám snad hůř než jemu. Hned asi třetího dne jsem o přestávce dole v přízemí zahlédl jeho maminku v černém. Kývla a požádala mě, abych došel pro synka. Ten nijak nespěchal. Složil si učení a rozhlížel se po poloprázdné třídě. Pak vytáhl stříbrnou trojbarevnou tužku, tehdy dost neobvyklý patent, která se mi moc líbila a zastrčil mi ji do kapsičky u saka. Nepromluvil, dlouze se i podíval do očí. Věděl. Ještě týž den emigroval celý Weinmannův klan do Ameriky. Rod, bez nějž by Ústí nebylo Ústím, který se s rodem Petschků předháněl v dotacích na snad všechny kulturní a zdravotní stavby a nadace našeho města, byl nucen utéci včas jako parta kluků, která někde rozbila okno. Byl jsem už dost starý na to, abych pochopil, že Weinmann senior neprodal všechny své doly a fabriky za „symbolickou“ cenu tří set milionů korun Živnobance pro nic za nic. | “ |
| — Jiří Šosvald | |   |

Židé, kteří zůstali, byli stále častěji vystavováni tvrdým perzekucím ze strany nacistických úřadů i svých „árijských“ spoluobčanů. V den protižidovského pogromu, tzv. Křišťálové noci (9. října 1938), vytloukli nacisté výlohy některých židovských obchodů.

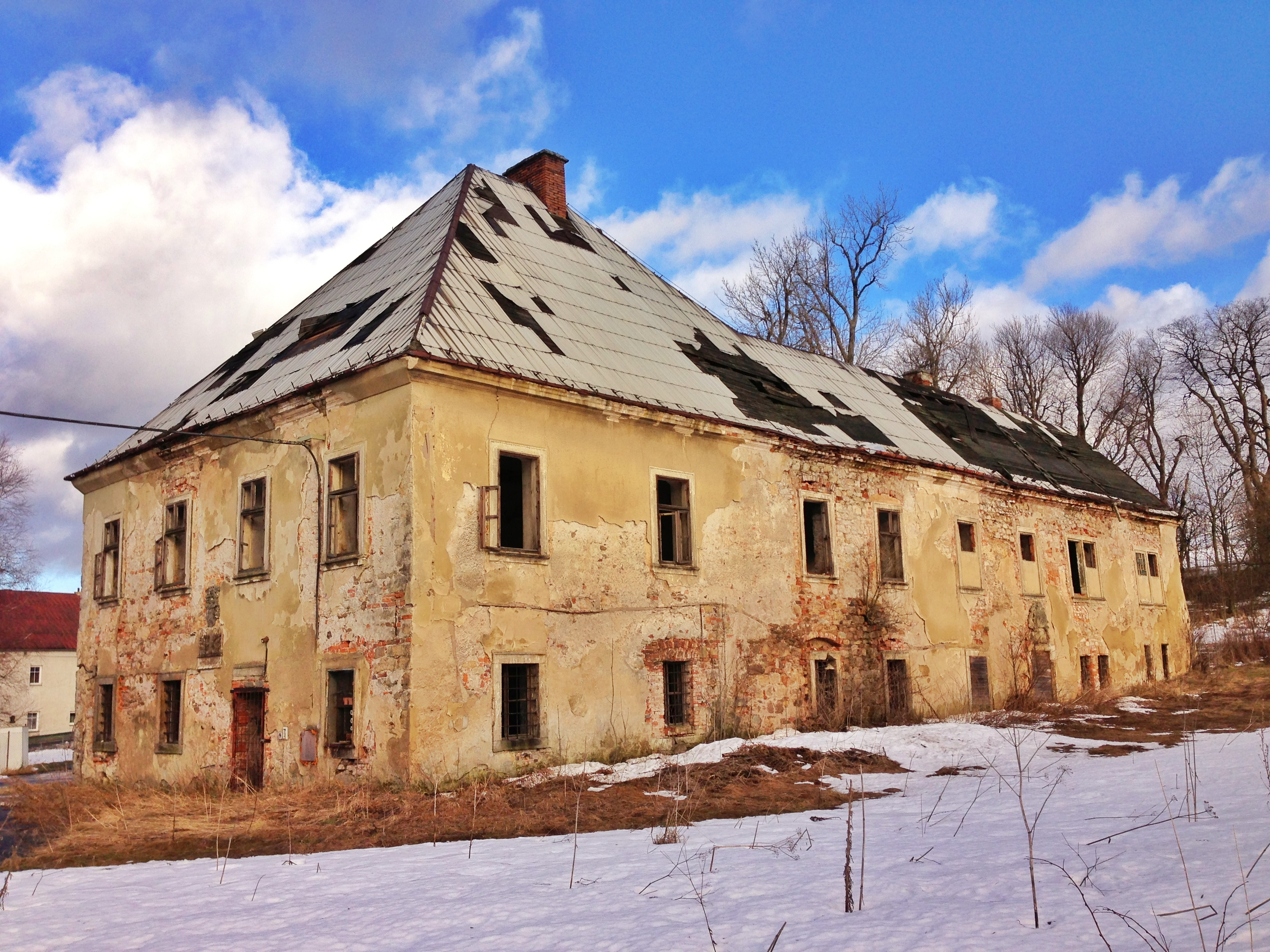
Zámek v Krásném Lese byl během druhé světové války sběrným táborem pro starší práceschopné ústecké Židy

Po podepsání Mnichovské dohody bylo Ústí nad Labem (Aussig) spolu s územím tzv. Sudet připojeno v tzv. Sudetoněmecké župě k hitlerovskému Německu. Na obyvatelstvo židovského původu následně začaly být uplatňovány Norimberské zákony. Většina obyvatel buď emigrovala nebo utekla na území budoucího Protektorátu Čechy a Morava. Z celoříšského sčítání lidu z 19. května 1939 je patrné, že na území Sudet žilo 2341 Židů. Pokles židovského obyvatelstva v Ústí nad Labem tak dosáhl zhruba 75 %. Počínaje listopadem 1941 byla část židovského obyvatelstva, především staršího věku, nuceně vystěhována do sběrného tábora Schönwald (Sammellager Schönwald), který se nacházel v zámku v Krásném Lese. Celkem táborem prošlo 103 osob. Židé, kteří z Ústí nad Labem včas neodešli byli nejprve nasazeni na nucené manuální práce a následně svezeni do koncentračního tábora v Terezíně. Z těchto 366 osob válku nepřežilo 224 – byli zavražděni ve vyhlazovacích táborech v oblasti Zamośće, Rigy a Lodže.

### Období totality
Válkou zdecimovaná a zcela rozvrácená židovská obec měla po jejím skončení 195 členů. V místních občanech však byl stále zakořeněný zažitý antisemitismus, který Židé pociťovali i existenčně, protože jim byly odmítány restituční nároky, na majetek zabraný nacisty. Důvodem bylo, že v předválečném Ústí byly nejméně tři čtvrtiny Židů německé národnosti. Hrstka těch, co přežila, byla považována za národnostně nespravedlivé a neměli nárok na vrácení majetku. Důvody však byli mnohdy čistě zištné. Například u dr. Roberta Deutsche, který prošel koncentračním táborem Sachsenhausen a kterému se později podařilo emigrovat do Velké Británie, nebyla uznána restituce s odůvodněním, že se po skončení války nevrátil ihned do vlasti. Hlavní důvod však byl ten, že v restituci žádal o činžovní dům s devíti moderně zařízenými byty a bytový podnik nedoporučoval jeho vrácení. Na některé židovské restituenty byly navíc po válce uplatněny tzv. Benešovy dekrety. Znovuobnovení fungování židovské obce znamenal příchod Židů z Podkarpatské Rusi.
Válka a poválečné období se u ústeckých Židů projevily zejména ve ztrátě víry a uvědomování si svých kořenů. Téměř pětina z nich se ke svému židovství přestala hlásit a mnozí z nich si počeštili svá německy znějící jména. Nové prostory pro modlitebnu získala obec v dnešní Moskevské ulici, kde sídlí dodnes. Po válce se židovská obec potýkala s nedostatkem finančních prostředků a tak byla nucena uzavřít i židovské oddělení centrálního hřbitova na Ovčím vrchu. Tomu se stalo koncem roku 1953. Náhrobky ze hřbitova byly pokládány na hlavní cestě a prodávány jednotlivým zájemcům. Na ploše zrušeného židovského oddělení jsou v současné době zásobníky na propylen pro provoz epichlorhydrinu ústecké Spolchemie.
Pro většinu židů ústecké komunity se sever Čech neměl stát trvalým bydlištěm. Mnozí z nich se rozhodli opustit Československo a emigrovali jak do Spojených států, tak do zemí Latinské Ameriky a také do Izraele. Do Izraele se v letech 1945–1947 vystěhovalo z republiky 10 805 židů. Do roku 1950 celkové číslo dosáhlo 17 270 osob. Z Ústí nad Labem emigrovalo do Palestiny, respektive Izraele 445 osob.
Židovská obec se v důsledku války změnila i sociálně. Během války klesl počet jejích členů na 10 % původního počtu, což s sebou přineslo nové problémy ekonomické soběstačnosti. Zatímco dříve tento problém nebyl, protože v obci byli bohatí členové, po válce bylo v obci mnoho chudých členů zejména z Podkarpatské Rusi. Obec byla nadále podporována nejrůznějšími mezinárodními a židovskými organizacemi. Komunistický režim se však i na tomto stavu snažil parazitovat, který záměrně vyvolal (mimo jiné různými obstrukcemi). Šlo zejména o přísun peněz ze zahraničí. V osmdesátých letech byli hlavní donátoři ze Švýcarska. Ze všech těchto příspěvků šla nepoměrně vysoká částka 30 % všech dotací ústecké krajské správě.

### Období po roce 1989
Další rozvoj byl předznamenán konkurencí ústecké a židovské náboženské obce. Události z roku 1989 znamenaly pro obec nové změny. Prošla očistným procesem a zbavila se spolupracovníků s komunistickým režimem. V současné době se vedení obce snaží především zabezpečit poklidné stáří svých členů. Členové se scházejí pravidelně k bohoslužbám, hlavně při významných svátcích. Přesto život obce vyhasíná, protože mladí členové na obci chybí či pro obec nechtějí pracovat. V roce 2000 měla samostatná židovská obec v Ústí 50 členů, přičemž jen 17 jich žilo v Ústí nad Labem. V polovině roku 2005 už bylo na obci registrováno pouze 38 členů. Současnou předsedkyní obce je Anna Ťupková, od listopadu 2016.

## Ústecká synagoga

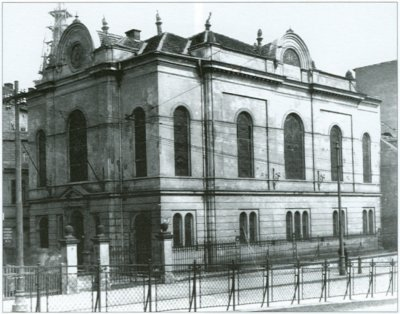
Synagoga v roce 1880

Synagoga v orientálním slohu byla v Ústí nad Labem postavena v roce 1880 z prostředků členů obce. 31. prosince 1938 byla vypálena zfanatizovanými nacisty. V troskách bylo v roce 1940 zbudováno řeznické učiliště, které bylo částečně poškozeno při spojeneckém bombardování města. V 50. letech byly městským národním výborem ve sklepě někdejší synagogy zřízeny veřejné záchodky. Od roku 2009 stojí na místě někdejší synagogy obchodní centrum Fórum.

## Židovský hřbitov
Starý židovský hřbitov vznikl v roce 1866 v jihozápadním cípu dnešního městského parku a pohřbívalo se na něm až do roku 1893, kdy ústecká židovská náboženská obec začala používat samostatné oddělení (nový židovský hřbitov) na hřbitově na Ovčím vrchu. Toto oddělení však byla nucena z důvodu finanční nouze roku 1953 uzavřít. V roce 2005 vznikl na místě starého židovského hřbitova památník obětem holokaustu.

## Židovské osobnosti města
- Weinmannové, podnikatelská rodina a mecenáši města
  - Eduard Jakob Weinmann, obchodník, podnikatel a mecenáš města
- Petschkové, podnikatelská rodina a mecenáši města
  - Ignaz Petschek, uhlobaron, jeden z nejbohatších podnikatelů v Československu
- Jaroslav Achab Haidler, divadelní ředitel a herec